# 라벤스브뤼크 강제 수용소

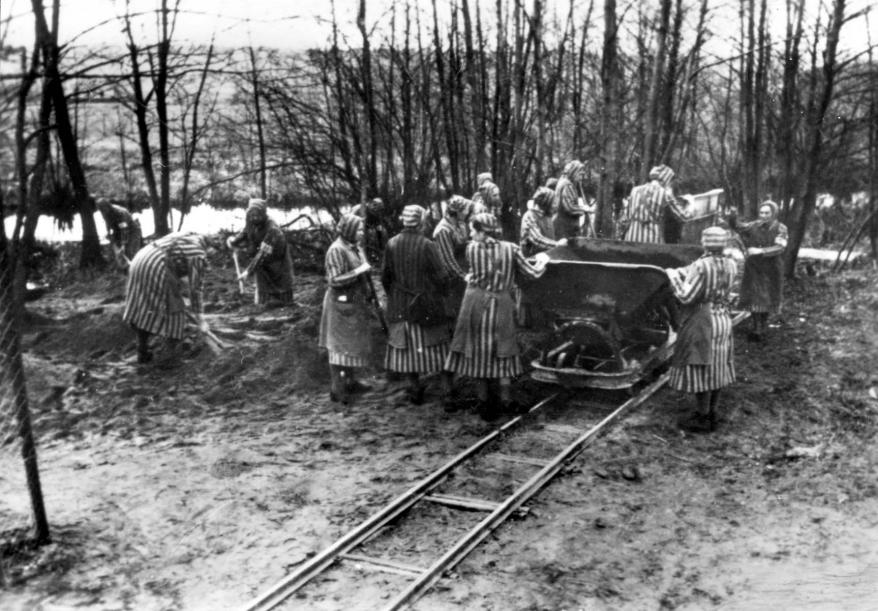
라벤스브뤼크의 죄수들 (1939년)

라벤스브뤼크 강제 수용소(독일어: Konzentrationslager Ravensbrück)는 나치 독일의 강제 수용소 중 하나이다. 주로 여성을 수용하고 있던 것으로 알려져있다. 동부 독일 메클렌부르크포어포메른 주 퓌르스텐베르크/하벨 시내 부근에 존재했다. 총 12만명 이상(유대인 약 15%)의 여성이 수용되어 6만명 이상이 사망 한 것으로 보인다. 대부분 정치범이었으며(80% 이상) 많은 죄수들이 Siemens & Halske에 의해 노역에 착취되었다. 1942년부터 1945년까지 설파제를 소재로 인체 실험이 진행되기도 했다.
1941년 봄에는 가스실을 짓고 관리하는 남성 수용자들을 위해 본진과 인접한 곳에 작은 수용소를 설립했다. 약 13만 명의 여성 포로 중 약 5만 명이 사망했고, 약 2200명이 가스실에서 사망했다.

## 수감자들
1938년 11월 친위대 지도자인 하인리히 힘러의 명령으로 수용소가 건설되었다. 1939년 5월 친위대가 작센의 리히텐부르크 강제수용소에서 이송된 900명의 여성 포로들이 라벤스브뤼크 강제 수용소의 첫 수감자들이었다. 제2차 세계 대전이 시작된 지 8개월 만에 수용소의 최대 수용인원이 초과되었다. 폴란드 침공 이후 크게 확장되었다. 1941년 여름, 바르바로사 작전이 개시되면서 총 5,000명의 여성들이 투옥되었다. 1942년 말에는 수감자 수가 약 10,000명으로 증가하였으며 라벤스브뤼크의 최대 수감자 수는 약 45,000명 정도였다.

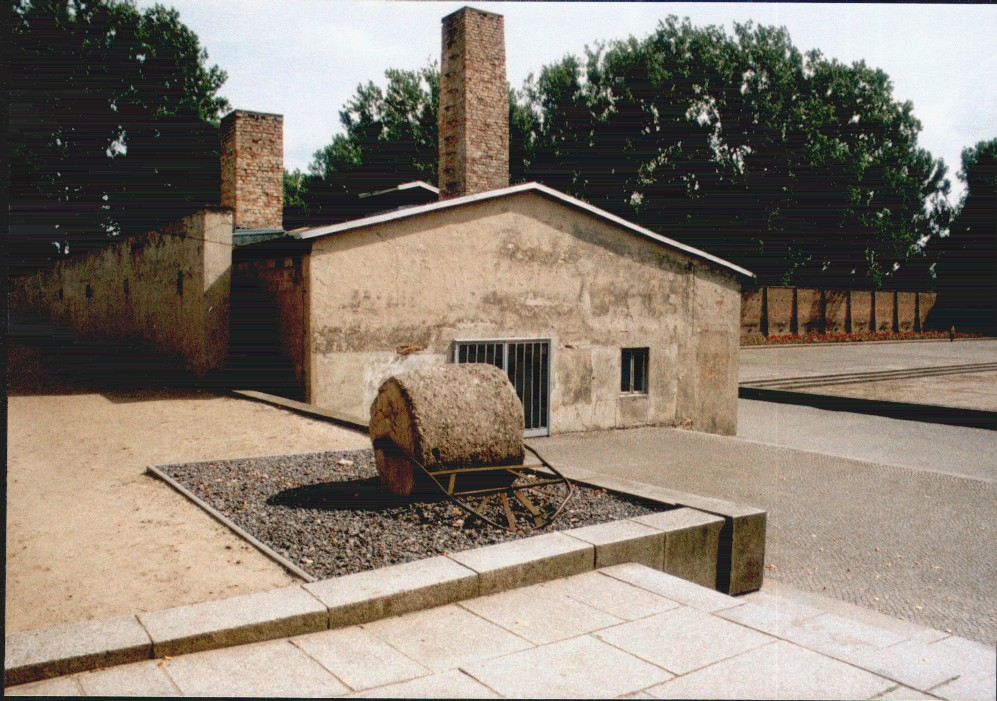
라벤스브뤼크 수용소 화장장 외부

수용자들은 독일이 점령한 유럽 전역에서 왔으나 수감자 중 가장 많은 비율을 차지하는 것은 폴란드인이었다.
수용소에는 아이들도 있었다. 수용자 여성들에게서 태어난 아이들이거나, 로마인 혹은 유대인인 어머니들과 함께 들어온 아이들이었다. 1944년 4월부터 10월 사이에 아이들의 수는 크게 증가하여 두 집단으로 구성되었다. 한 집단은 아우슈비츠 강제 수용소의 로마니 가족 수용소가 폐쇄된 후 어머니, 자매들과 함께 온 아이들로 구성되었다. 나머지 집단은 1944년 바르샤바 봉기가 진압된 후 폴란드인 어머니를 따라온 아이들로 이루어졌다. 이 아이들의 대부분은 굶어 죽었다.
라벤스브뤼크의 생존자 중에는 작가 코리텐 붐 여사가 있었는데, 네덜란드 하를렘에 있는 그들의 집에 유대인을 숨겨 놓았다는 이유로 그녀의 가족과 함께 체포되었다. 그녀의 책 "주는 나의 피난처"에서 여동생과 그녀의 시련을 기록했다.
뉴욕 시장 피오렐로 라구아디아의 여동생인 젬마 라구아디아 글루크(Gemma La Guardia Gluck)와 1975년 수용소에 대한 자신의 목격담을 발표한 프랑스 출신의 라벤스브뤼크 생존자 제르맹 틸리온(Germaine Tillion)은 자신들의 경험을 주제로 회고록을 쓴 라벤스브뤼크 생존자이다. 해방 후, 프랑스 화가이자 프랑스 레지스탕스의 일원인 안나 가르신-마야드는 죄수들과 수용소의 끔찍한 상황을 묘사한 작품들을 그렸다.

## 수용소 생활

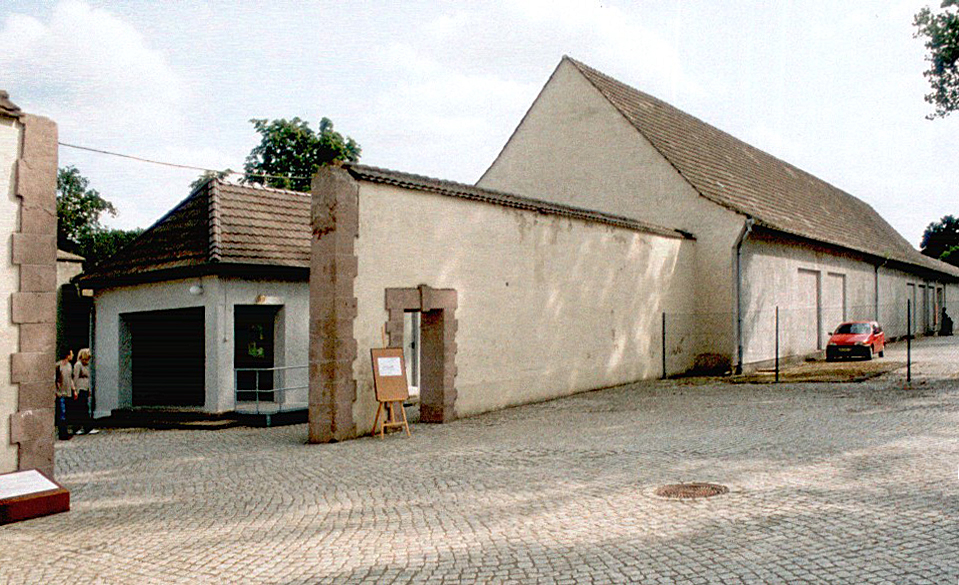
경비 건물 외부의 모습

대부분의 나치 수용소에서 피수용자들은 나치 강제수용소 배지(색깔 있는 삼각형 표식, winkel)을 달아야 했고 그 안에 죄수의 국적을 나타내는 글자가 봉제되었다. 공산주의자들과 다른 정치범들은 붉은 색 삼각형을, 일반 피수용자들은 녹색 삼각형을, 동성애자들은 분홍색, 여호와의 증인은 자줏빛, 검은색은 집시와 레즈비언을 뜻했으며, 유대인은 노란색 삼각형을 달아 쉽게 구분할 수 있도록 했다. 예를 들어, 폴란드 여성들은 정치범을 의미하는 빨간 삼각형 속에 "P"라는 글자를 썼다.

1942년에서 1943년 사이 라벤스브뤼크 수용소의 거의 모든 유대인 여성들은 나치 정책에 따라 아우슈비츠 강제 수용소로 보내졌다. 

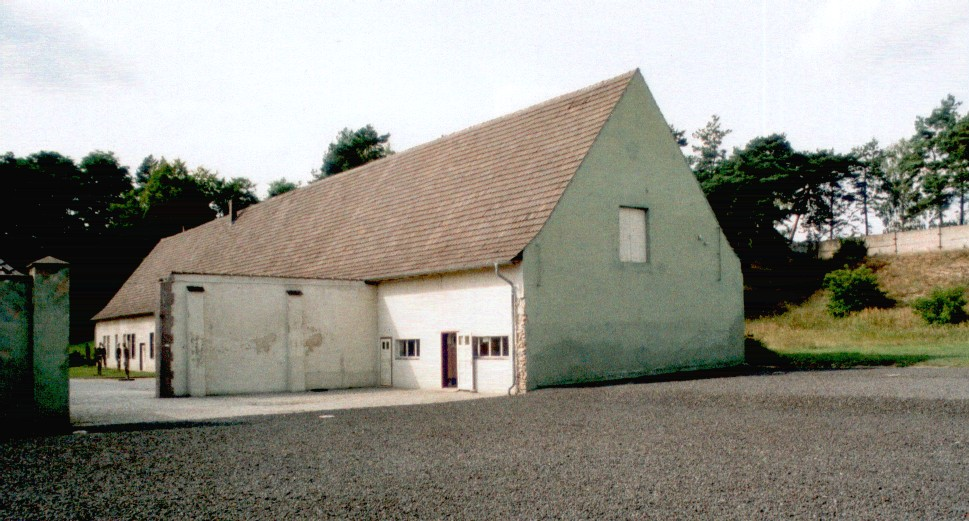
옛 전화교환기와 상수도가 있는 창고 내부

저항의 한 형태로 수감자들이 동료 수감자들을 위해 비밀 교육 프로그램을 조직했다. 특히 폴란드 여성들 사이에서 광범위하게 이루어졌는데, 고등학교 수준의 수업을 경험 많은 선생님들이 가르쳤다.

## 나치의 인체 실험
1942년 여름부터 라벤스브뤼크 수용소의 폴란드 정치범 여성 수감자 86명을 대상으로 생체 실험이 진행되었다. 두 가지 유형의 실험이 수행되었다. 첫 번째는 설파제의 효능 실험으로, 고의로 다리 뼈와 근육을 절단하여 치명적인 박테리아에 감염시키거나, 신경을 절단하고 나무 조각 또는 유리와 같은 물질을 조직 또는 골절된 뼈에 도입하는 것이었다.

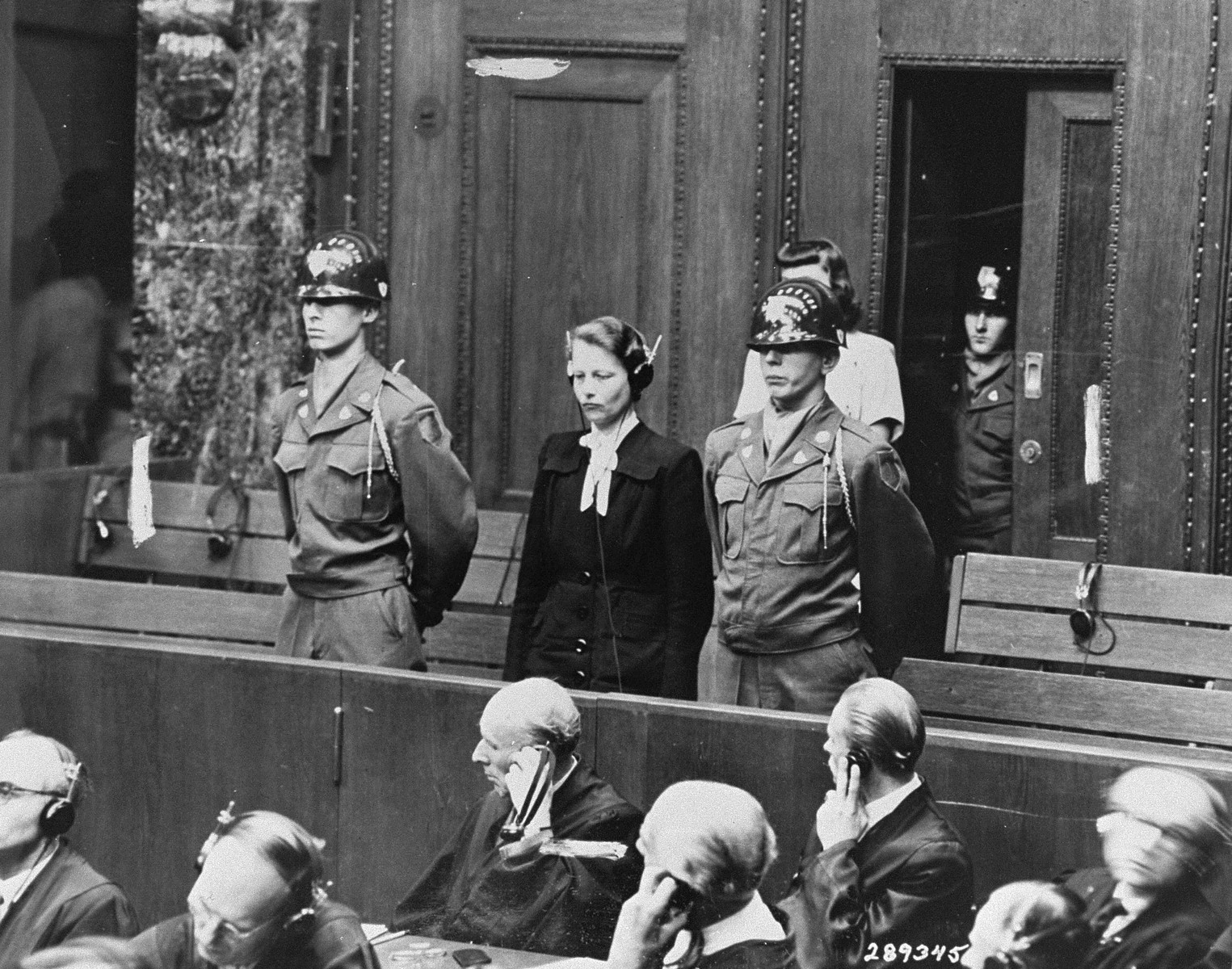
아우슈비츠와 라벤스브뤼크 강제수용소에서 근무하며 생체실험을 실시했던 헤르타 오버호이저가 법정에서 징역 20년을 선고 받는 모습.

두 번째는 뼈, 근육, 신경의 재생과 다른 사람에게 뼈를 이식하는 가능성의 실험이었다. 74명의 폴란드인 희생자 중 5명은 실험의 결과로 사망하였고 6명은 상처가 치료되지 않은 채 처형되었으며 나머지는 (다른 수감자들의 도움으로) 영구적인 신체 장애를 가지고 살아남았다.
1945년 1월에는 120명에서 140명 사이의 루마니아 여성 수감자들이 불임 수술을 받았다. 불임 수술을 받으면 독일 당국이 석방해줄 것이라는 수용소 간부의 말에 속아 동의서에 서명했다.

## 같이 보기
- 홀로코스트
- 독일의 전쟁 범죄
- 대량 학살

## 참고 문헌
- Natalie Hess: Remembering Ravensbrück. Holocaust to Healing, Oegstgeest: Amsterdam Publishers. ISBN 9789493056237
- Brown, Daniel Patrick. The Camp Women: The Female Auxiliaries Who Assisted the SS in Running the Concentration Camp System, ISBN 0-7643-1444-0. Source of the information on female guards, with the exceptions of Suze Arts and Elisabeth Lupka.
- Helm, Sarah (2015). 《If This Is A Woman: Inside Ravensbruck: Hitler's Concentration Camp for Women》. London: Little, Brown. ISBN 978-1-4087-0107-2.
- Marlies Lammert: Will Lammert – Ravensbrück, Akademie der Künste, Berlin 1968. In German
- Sherman, Judith, & Carrasco, Davíd. (2005). Say the Name. Albuquerque: University of New Mexico Press. ISBN 9780826334329
- Saidel, Rochelle G. (2006). 《The Jewish Women of Ravensbrück Concentration Camp》. University of Wisconsin Press. ISBN 978-0-299-19864-0.
- Karolin Steinke: Trains to Ravensbrück. Transports by the Reichsbahn 1939–1945, Metropol Verlag, Berlin 2009, ISBN 978-3-940938-27-5.
- Delia Müller, Madlen Lepschies: Tage der Angst und der Hoffnung. Erinnerungen an die Todesmärsche aus dem Frauen-Konzentrationslager Ravensbrück Ende April 1945. Dr. Hildegard Hansche Stiftung Berlin.. ISBN 3-910159-49-4.
- Snyder, Timothy D. (2015). 《Black Earth. The Holocaust as History and Warning》. ISBN 978-1-101-90346-9.
- See Carola Sachse: "Jewish forced labor and non-Jewish women and men at Siemens from 1940 to 1945", in International Scientific Correspondence, No. 1/1991, pp. 12–24; Karl-Heinz Roth: "Forced labor in the Siemens Group (1938–1945). Facts, controversies, problems", in Hermann Kaienburg (ed.): Concentration Camps and the German Economy 1939–1945 (Social studies, H. 34), Opladen 1996, pp. 149–168; Wilfried Feldenkirchen: 1918–1945 Siemens, Munich 1995, Ulrike Fire, Claus Füllberg-Stolberg, Sylvia Kempe: "Work at Ravensbrück concentration camp", in Women in Concentration Camps. Bergen-Belsen. Ravensbrück, Bremen, 1994, pp. 55–69; Ursula Krause-Schmitt: "The path to the Siemens stock led past the crematorium", in Information. German Resistance Study Group, Frankfurt / Main, 18 Jg, No. 37/38, Nov. 1993, pp. 38–46; Sigrid Jacobeit: "Working at Siemens in Ravensbrück", in Dietrich Eichholz (eds) War and economy. Studies on German economic history 1939–1945, Berlin 1999.
- Anne-Kathleen Tillack-Graf: Erinnerungspolitik der DDR. Dargestellt an der Berichterstattung der Tageszeitung „Neues Deutschland“ über die Nationalen Mahn- und Gedenkstätten Buchenwald, Ravensbrück und Sachsenhausen. Peter Lang, Frankfurt am Main 2012, ISBN 978-3-631-63678-7.
- Bundesarchiv Berlin, NS 19, No. 968, "Communication on the creation of the barracks for the Siemens & Halske, the planned production and the planned expansion for 2,500 prisoners 'after direct discussions with this company'": Economic and Administrative Main Office of the SS (WVHA), Oswald Pohl, secretly, to Reichsführer SS (RFSS), Heinrich Himmler, dated 20.10.1942.
- Karl-Heinz Roth: "Forced labor in the Siemens Group", with a summary table, page 157. See also Ursula Krause-Schmitt: "The road to Siemens stock led past the crematorium," pp. 36f, where, according to the catalogs of the International Tracing Service Arolsen and Martin Weinmann (eds.). The Nazi Camp System, Frankfurt / Main 1990 and Feldkirchen: Siemens 1918–1945, pp. 198–214, and in particular the associated annotations 91–187.
- Wanda Kiedrzy'nska, in National Library of Poland, Warsaw, Manuscript Division, Sign. AKC 12013/1 and archive of the memorial I/6-7-139 RA: see also: "Woman Ravensbruck concentration camp. An overall presentation", State Justice Administration in Ludwigsburg, IV ART 409-Z 39/59, April 1972, pp. 129ff.
- Megargee, Geoffrey P., 편집. (2012). 《Encyclopedia of Camps and Ghettos, 1933–1945》. in association with United States Holocaust Memorial Museum. Bloomington: Indiana University Press. ISBN 978-0-253-35599-7.